# کشتی مین‌جمع‌کن کلاس لینداو
کشتی مین‌جمع‌کن کلاس لینداو (به انگلیسی: Lindau-class minesweeper) یک کلاس از کشتی است که طول آن ۴۷٫۲ متر (۱۵۴ فوت ۱۰ اینچ) می‌باشد.